# Xã Jenner, Quận Somerset, Pennsylvania
Xã Jenner (tiếng Anh: Jenner Township) là một xã thuộc quận Somerset, tiểu bang Pennsylvania, Hoa Kỳ. Năm 2010, dân số của xã này là 4.122 người.